# Голодьки (Хмільницький район)
Голо́дьки пол. Holodki — село в Україні, у Хмільницькій міській громаді Хмільницького району Вінницької області. Населення становить 952 особи.

## Адміністративний поділ
За адмін.поділом 16 ст. Летичівський повіт 16 ст.
За адмін.поділом 19 ст. Літинський повіт 19 ст.
За адмін.поділом 20 ст. Хмільницький район.

## Історія
В кін. 19 ст. було тут 440 мешканців, були тут великі овочеві городи та англійські парки, бровар, винокурня, цукроварня, великі млини, церква Св. Михайла. Село належало Сарнецьким, Даценку.
12 червня 2020 року, відповідно до Розпорядження Кабінету Міністрів України № 707-р, «Про визначення адміністративних центрів та затвердження територій територіальних громад Вінницької області», увійшло до складу Хмільницької міської громади.
19 липня 2020 року, в результаті адміністративно-територіальної реформи і ліквідації колишнього Хмільницького району(1923-2020), село увійшло до складу новоутвореного Хмільницького району.

## Голодьківський монастир
Храм засновано: 1700 р. Храм зник: 1745 р.
Монастир був на п.18 ст. У парафіяльній церкві зберігався Октоїх 1700 р. з написом: «сия книга, рекомая Октоихъ, монастыря Голодьковского». За переказом, монастир розорили татари; після цього ченці переселились до Києва, а сосуди затопили у криниці в ур. Лучок (за легендами сосуди були не пустими, на його місці в 1901 р. створено став). Під час копання фундаменту для нової церкви знайшли кам'яний хрест з цифрами 1393 і написом «Jan Wochi». Також знайшли багато людських кісток і кілька провалів. Виглядає так, що монастир був на місці нинішньої церкви. Але він не згаданий у переліку монастирів 1745 р. — напевно, на той час вже не існував.

## Церква св. Миколи
Була дерев'яна церква невідомого часу побудови — після будівництва нової церкви її продали до с. Торчин Літинського повіту для будівництва церкви на цвинтарі. Церква св. Миколи збудована у 1855 р. на північ від старої церкви — велика кам'яна одноверха, з кам'яною дзвіницею. Стара кам'яна дзвіниця збудована у 1818 р. Новий іконостас 1876 р. — до нього увійшли всі старі ікони. Шанована ікона св. Миколи 1705 р., писана на блясі — походила з монастиря.

## Свято-Михайлівська церква
Свято-Михайлівська церква, побудована у 1765 р., на місці колишнього Голодьківського монастиря. Побудована «стараннями прихожан». В 1879-1876 р.р. цій церкві "Присвященним Феогностом передано прихожанам Благословення Боже і видано похвальний лист.

## Чудотворна ікона св. Миколая
Найвідоміша цінність від Голодьківського монастиря — чудотворна ікона св. Миколая. З тих далеких років до нашого часу — ця ікона зберігається і шанується хмільниччанами. От, що розповідають нам про неї історичні джерела: «Обь этой иконъ народь расказывает следущее: икона была некогда въ монастырской столовой, и такъ какъ была уже ветха, то настоятель монастыря распорядился, чтобы икону пустили на ръку Бугъ, недалеко здъсь протекающей. Распоряжение настоятеля исполнили, но на другой день икона явилась въ столовой на томъ же мъстъ, гдъ висъла раньше. Тогда самъ настоятель: пустил ее вторично на воду и икона явилась опять, но не въ монастырской столовой, а на кладбищъ, на одном изъ надмогильныхъ крестовъ. Оттуда ее взяли, как драгоцънную святыню и внесли въ монастырский храмъ, По другому преданию, эта икона есть только списокъ подлинной чудотворной иконы, которая находится въ подземелъхъ на томъ мъстъ, где был монастыром гдъ теперь дълаются часто провалы.»

## Населення

### Мова
Розподіл населення за рідною мовою за даними перепису 2001 року:
| Мова       | Відсоток |
| ---------- | -------- |
| українська | 99,16%   |
| російська  | 0,74%    |
| білоруська | 0,10%    |

## Відомі люди
В селі народився Колесник Василь Якович (1922—1944) — учасник французького Руху Опору.